# Gruppo cosmonauti TsPK 14/RKKE 16
Il Gruppo cosmonauti TsPK 14/RKKE 16 è stato selezionato l'11 ottobre 2006 ed è composto da cinque piloti selezionati dal GCTC e due ingegneri da RKK Ėnergija. L'addestramento generale dello spazio (OKP) è iniziato alla fine del 2006 e si è concluso il 9 giugno 2009. Ponomarëv si è ritirato nel settembre del 2009 senza essere mai andato nello spazio. Ovčinin era il comandante dell'equipaggio della Sojuz MS-10 durante il lancio dell'11 ottobre 2018 fallito a causa della collisione tra uno dei booster e il core del lanciatore Sojuz FG. Tichonov, dopo aver riportato una lesione ad un occhio pochi mesi prima del lancio della Sojuz MS-16, lascia il corpo cosmonauti nel luglio 2020 senza essere mai andato nello spazio.
Cosmonauti del Gruppo TsPK 14:
- Aleksandr Misurkin[2] (Rit.)

Sojuz TMA-08M (Exp 35/36)
Sojuz MS-06 (Exp 53/54)
Sojuz MS-20
- Oleg Novickij[3]

Sojuz TMA-06M (Exp 32/33)
Sojuz MS-03 (Exp 50/51)
Sojuz MS-18 (Exp 65)
Sojuz MS-25/Sojuz MS-24
- Aleksej Ovčinin[4]

Sojuz TMA-20M (Exp 47/48)
Sojuz MS-10
Sojuz MS-12 (Exp 59/60)
Sojuz MS-26 (Exp 72)
- Maksim Ponomarëv[5] (Rit.)
- Sergej Ryžikov[6]

Sojuz MS-02 (Exp 49/50)
Sojuz MS-17 (Exp 64)
Cosmonauti del Gruppo RKKE 16:
- Elena Serova[7] (Rit.)

Sojuz TMA-14M (Exp 41/42)
- Nikolaj Tichonov[8] (Rit.)